# Gordini
Pour les articles homonymes, voir Gordini (patronyme).
Gordini est une société fondée par Amédée Gordini, spécialisée dans la modification de moteurs et de voitures de course sur base Simca, puis − après une période d'indépendance − dans la  préparation des versions sportives de modèles Renault emblématiques. La marque « Gordini » est la propriété de Renault depuis 1969.

## Histoire

### Simca Gordini

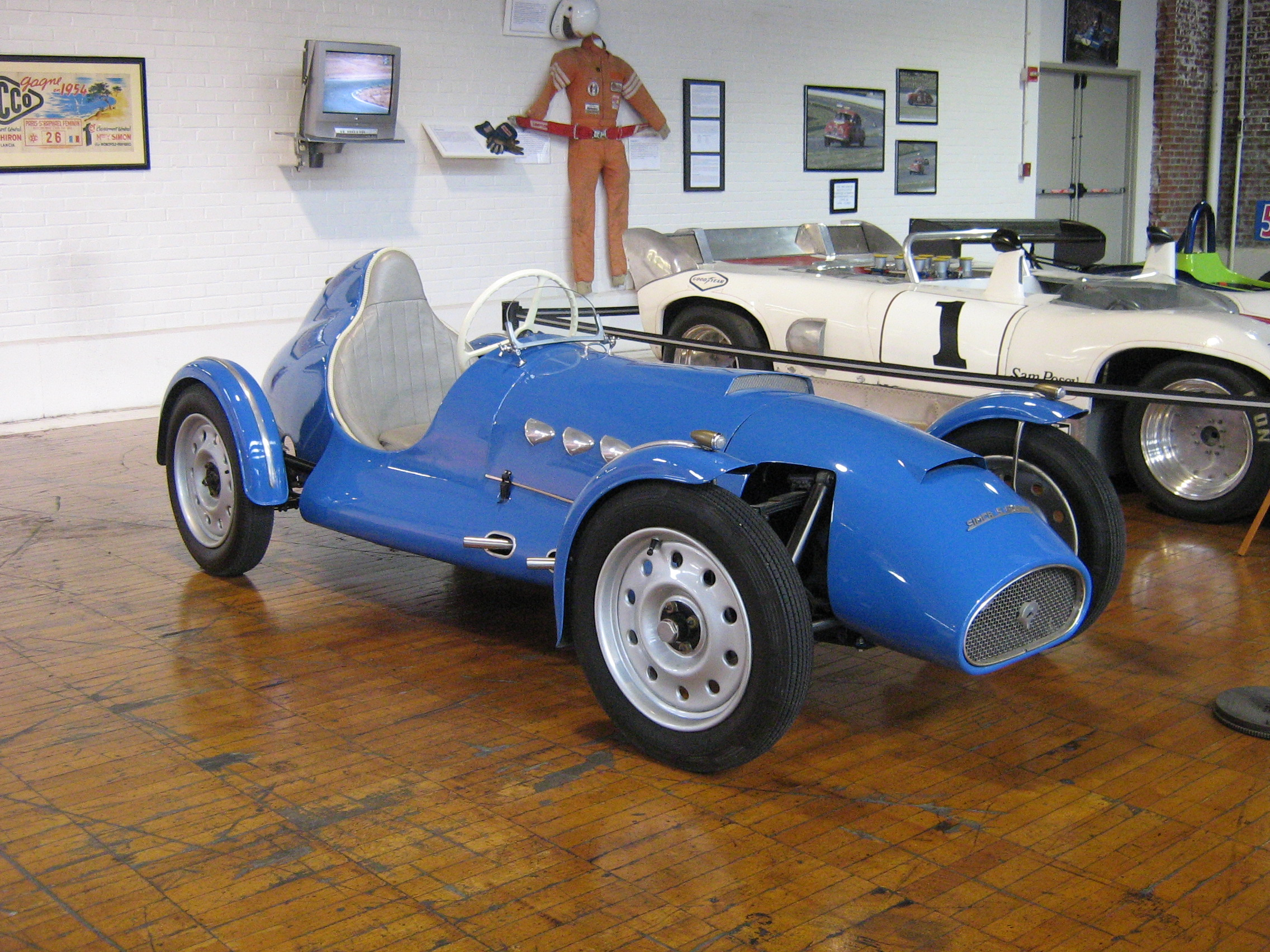
Simca Gordini Type 5 (1948).

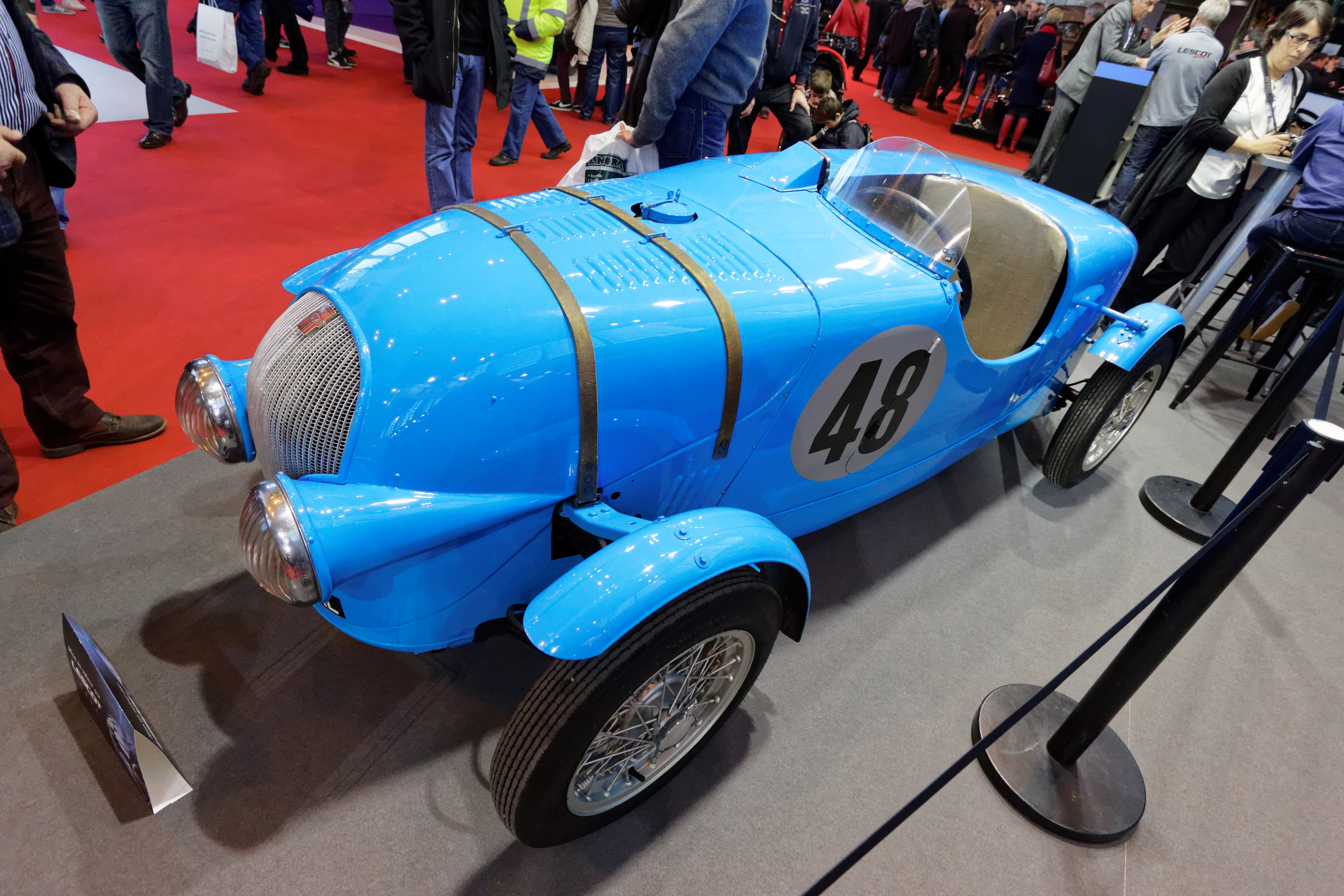
Simca Gordini Type 5.

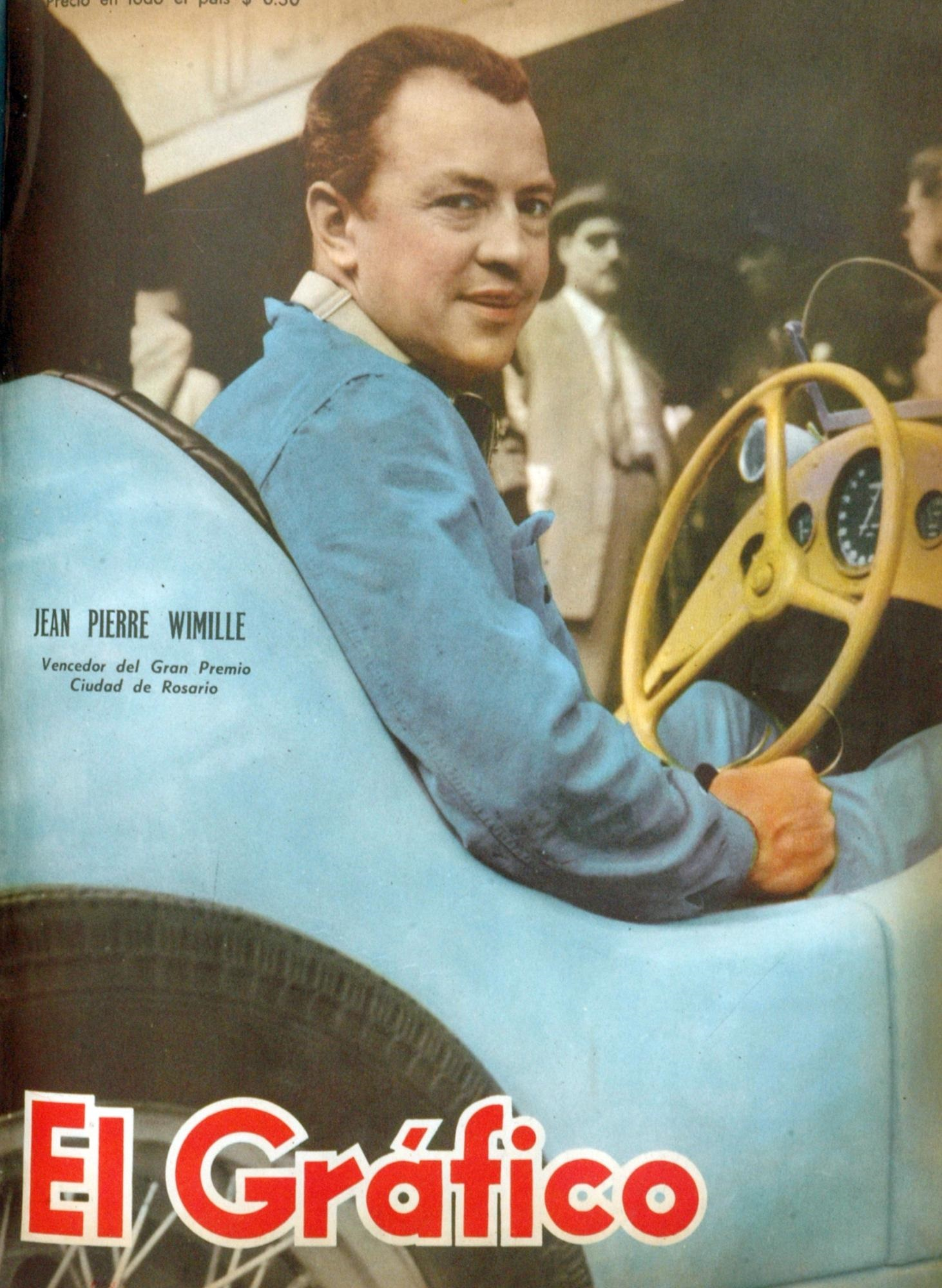
Jean-Pierre Wimille en 1948 à Rosario (sur Simca-Gordini Type 15).

En 1937, Simca charge officiellement Gordini de préparer ses Simca 5 de 568 cm3 pour les Rallyes automobiles et toute une série de records. La Simca 5 remporte les 24 Heures du Mans dans sa catégorie et bat le record du tour de l'autodrome de Montlhéry (4 950 kilomètres en 48 heures à la moyenne de 103 km/h, avec le meilleur tour à 107 km/h). Cette performance sur les bases d'un moteur de seulement 568 cm3 vaut à Amédée Gordini d'être surnommé « le sorcier ».
En 1938 et 1939, Gordini prépare les Fiat Millecento (1 100 cm3) qui s’imposent à nouveau au Bol d'or, à Reims, à Donington, à Montlhéry et à Spa-Francorchamps.
En 1945, Simca-Gordini renoue avec ses importantes séries de victoires et avec la gloire sportive internationale en Grand Prix automobile après une interruption des courses automobiles due à la Seconde Guerre mondiale. Les Gordini, désormais seules à porter les couleurs françaises après le retrait de Talbot, rivalisent avec les plus puissantes dont Ferrari, Maserati et Mercedes. Les pilotes de Grand Prix engagés entre 1948 et 1956 sont Jean-Pierre Wimille, Juan Manuel Fangio, Robert Manzon, Maurice Trintignant, André Simon, Aldo Gordini, Jean Behra, Prince Bira, Johnny Claes, Harry Schell, Carlos Menditeguy, Pablo Birger, Roberto Mieres, Fred Wacker, Élie Bayol, Roger Loyer, Paul Frère, André Pilette, Jacques Pollet, Clemar Bucci, Jesús Iglesias, Hermano da Silva Ramos, Mike Sparken, Jean Lucas et André Milhoux.
En course de côte, la marque s'impose à quatre reprises consécutives lors de la course de côte du Mont Ventoux avec ses T11 et T15, de 1948 à 1952, grâce à Robert Manzon (trois fois) et à Maurice Trintignant, ainsi qu'à Fribourg-La Sonnaz, en juillet 1949, avec le Suisse Rudi Fischer sur T11 1.5L.
En endurance, les moteurs Gordini remportent quatre des cinq premiers Bol d'or de l'après-guerre, dont deux avec José Scaron et un avec Manzon. Des victoires de classe sont conquises aux 24 Heures du Mans 1953 (par Trintignant et Schell) et 1954 (avec André Guelfi et Pollet). Entre 1949 et 1958, Gordini engage chronologiquement à l'épreuve mancelle Pierre Veyron, José Scaron, Jean Trévoux, Marcel Lesurque, Georges Blondel, Raoul Martin, Juan Manuel Fangio, José Froilán González, J. Pascal, Roger Loyer, Jean Behra, Maurice Trintignant, Robert Manzon, André Simon, Georges Monneret, Charles de Clareur, Norbert Mahé, Harry Schell, Roberto Mieres, André Guelfi, Jacques Pollet, André Pilette, Gilberte Thirion, André Moynet, Hermano da Silva Ramos, Jean Guichet, André Milhoux et Robert La Caze.   

### Gordini indépendant

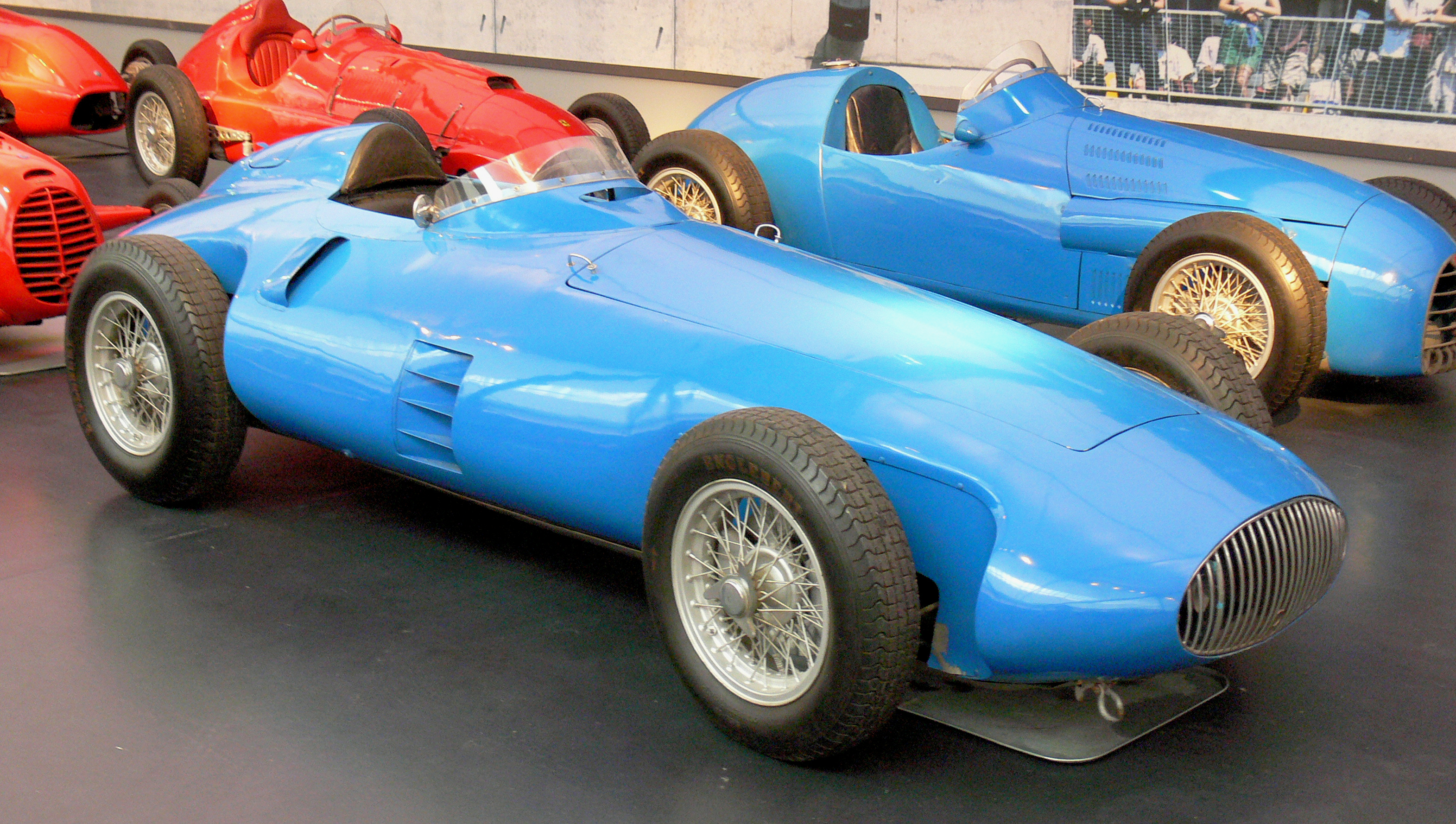
Gordini Type 32 au premier plan et Type 16 (1953) au second plan.

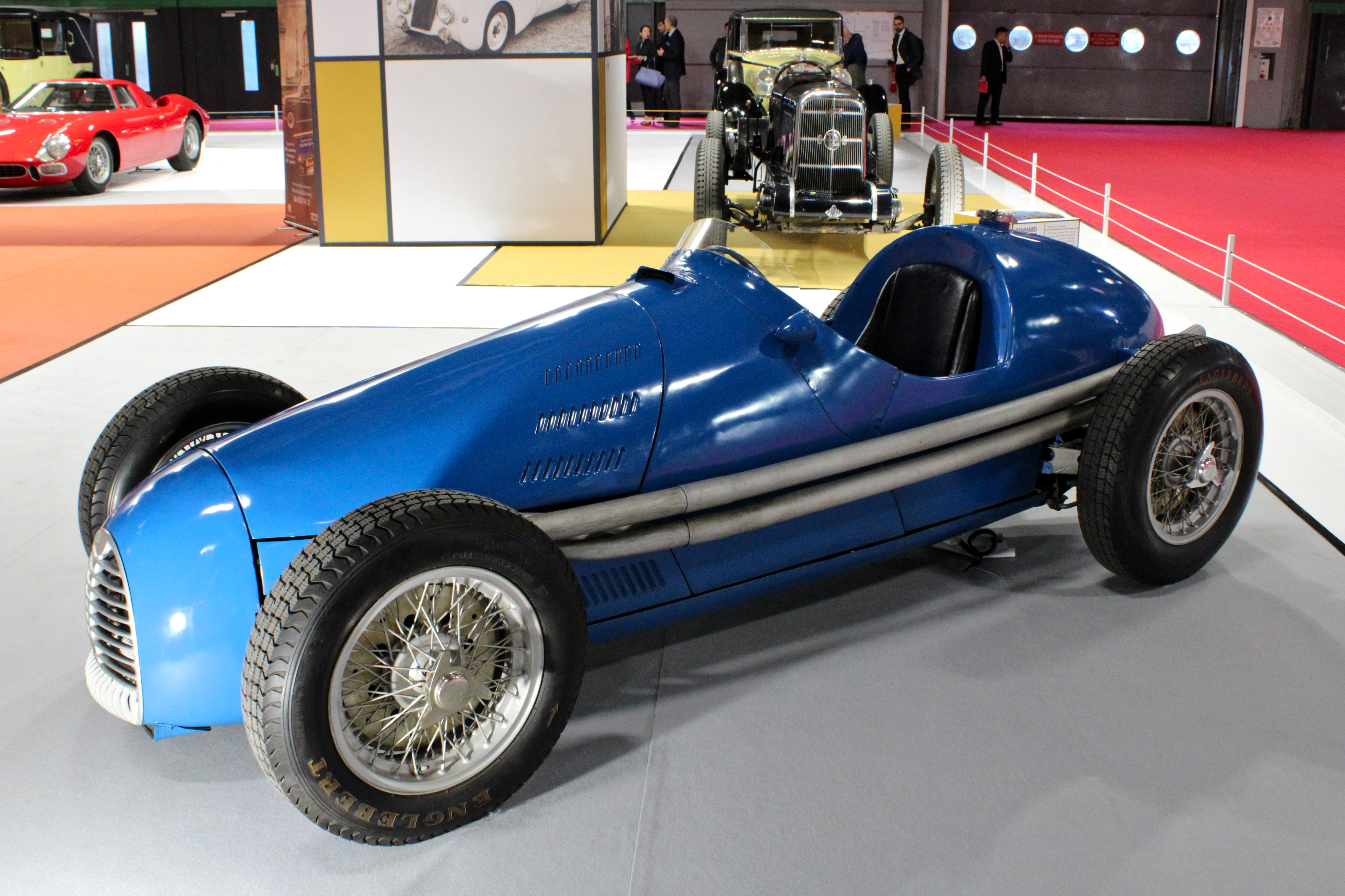
Gordini Type 16.

En 1951, Gordini devient indépendant et s'installe boulevard Victor dans le 15e arrondissement de Paris. Il met fin à son association avec Simca qui refuse de se lancer en Formule 1 face à Ferrari, BRM ou Mercedes et devient ainsi constructeur français de Formule 1. Il conçoit son premier moteur personnel de 6 cylindres, 1 987 cm3 à deux arbres à cames en tête, trois carburateurs double-corps Weber pour 175 ch (129 kW).
En 1953, Amédée Gordini est décoré de la Légion d'honneur. Il obtient une sixième place aux 24 Heures du Mans catégorie moteur 2,5 litres qui fait naître des espoirs de Formule 1 mais les finances sont insuffisantes pour développer un projet de moteur de 8 cylindres en ligne avec une suspension à quatre roues indépendantes. En 1954, Jacques Pollet remporte le Tour de France automobile sur une Gordini T15S.

#### Résultats de Gordini en F1
| Saison | Écurie         | Châssis                                         | Moteur                | Pneus     | Pilotes | Grands Prix disputés | Points inscrits | Classement |
| ------ | -------------- | ----------------------------------------------- | --------------------- | --------- | --- | -------------------- | --------------- | ---------- |
| 1950   | Équipe Gordini | Simca-Gordini T15                               | Gordini L4            | Englebert | Robert Manzon Maurice Trintignant                                                                                         | 3                    | 3               | -          |
| 1951   | Équipe Gordini | Simca-Gordini T15 Simca-Gordini T11             | Gordini L4            | Englebert | André Simon Robert Manzon Maurice Trintignant Aldo Gordini Jean Behra Aldo Gordini                                        | 4                    | 0               | -          |
| 1952   | Équipe Gordini | Simca-Gordini T15 Simca-Gordini T11 Gordini T16 | Gordini L4 Gordini L6 | Englebert | Robert Manzon Jean Behra Maurice Trintignant Johnny Claes Prince Bira Max de Terra Paul Frère Robert O'Brien Max de Terra | 7                    | 17              | -          |
| 1953   | Équipe Gordini | Gordini T16                                     | Gordini L6            | Englebert | Jean Behra Maurice Trintignant Harry Schell Robert Manzon Carlos Menditeguy Roberto Mieres Georges Berger Robert O'Brien  | 8                    | 4               | -          |
| 1954   | Équipe Gordini | Gordini T16                                     | Gordini L6            | Englebert | Jean Behra Elie Bayol Paul Frère André Pilette Jacques Pollet Georges Berger Clemar Bucci Harry Schell                    | 8                    | 4               | -          |
| 1955   | Équipe Gordini | Gordini T16                                     | Gordini L6            | Englebert | Elie Bayol Jesus Iglesias Pablo Birger Robert Manzon Jacques Pollet Hermano da Silva Ramos Mike Sparken Jean Lucas        | 5                    | 0               | -          |
| 1956   | Équipe Gordini | Gordini T16 Gordini T32                         | Gordini L6 Gordini L8 | Englebert | André Pilette Elie Bayol Robert Manzon Hermano da Silva Ramos André Milhoux André Simon                                   | 5                    | 2               | -          |

### Renault Gordini
En 1957, Gordini est contraint d'abandonner définitivement la compétition individuelle à la suite d'importants problèmes de financement. En accord avec la R.N.U.R. (Régie nationale des usines Renault), il élabore alors la mécanique de la future Renault Dauphine portant son nom, en faisant passer son moteur de 30 à 38 ch grâce à une culasse spécifique et un carburateur double corps, associés à une boîte 4 vitesses également de sa conception. La Dauphine Gordini type 1091 atteint 130 km/h en vitesse de pointe et 18 secondes au 400 mètres départ arrêté. La boîte 4 vitesses Gordini fait rapidement place à un modèle de conception Renault et sa mécanique est remplacée fin 1959 par celle de la Floride, légèrement plus puissante mais surtout plus économique à produire (dessin de la culasse identique au modèle de base). Fin 1960, l'Ondine Gordini type 1091A la remplace pour deux ans avant son - bref - retour pour le millésime 1963. Elle revient au catalogue français pour les millésimes 1966 à 1968 avec quatre freins à disques et une boîte de vitesses entièrement synchronisée (Type R1095).

#### Dauphine et Ondine Gordini[1]

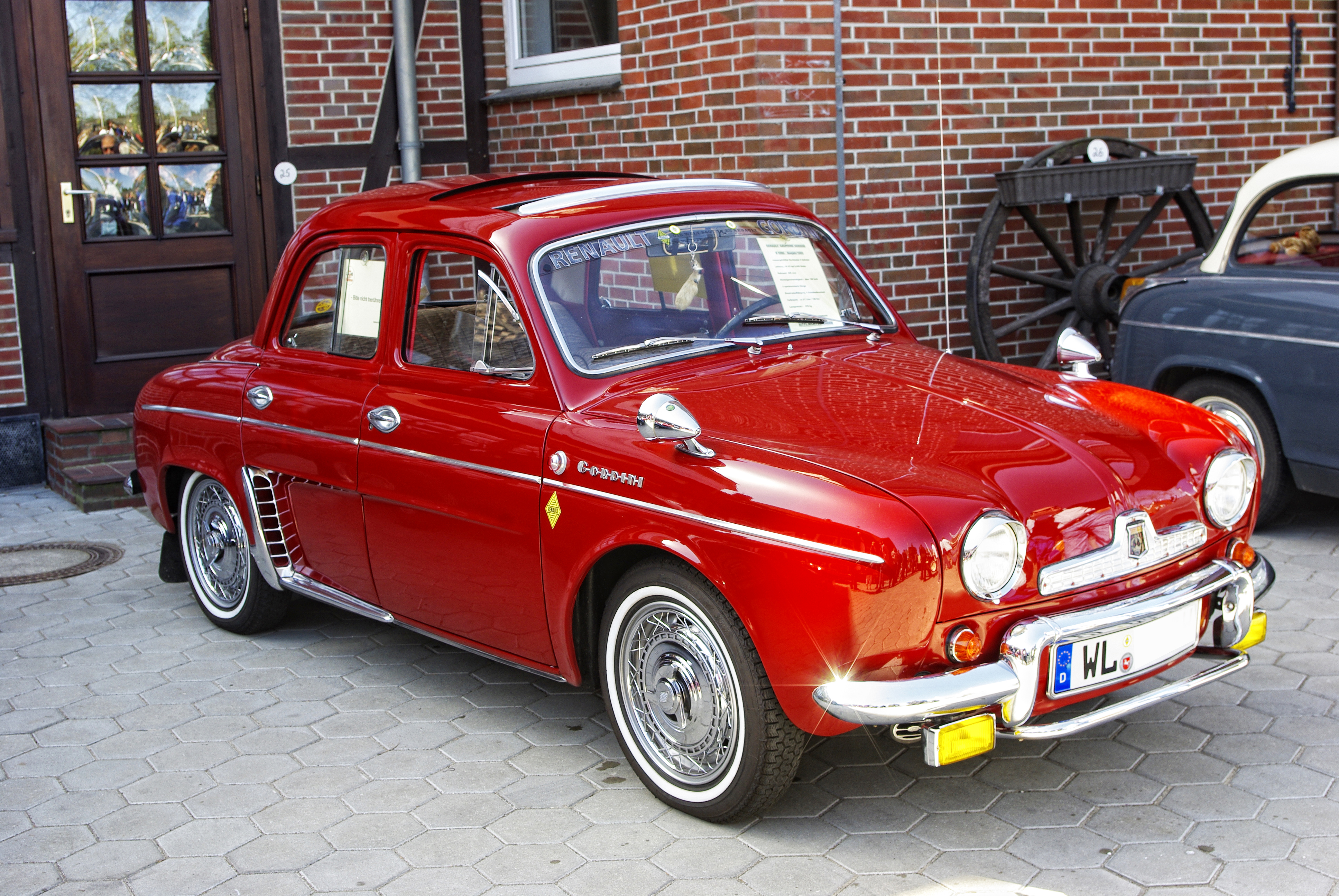
Renault Dauphine Gordini de 1965.

- 1957-1968 : Renault Dauphine et Renault Ondine Gordini : 4 cylindres de 845 cm3 développant de 28 à 40 kW (38 à 55 ch).
- Victoires notables des Renault Dauphine Gordini :
  - 1958 : Tour de Corse : 2ème, 3ème et 4ème (trois 1ères places en classe Tourisme de Série)
  - 1961 : Rallye Féminin Paris – Saint Raphael[2]
  - 1961 : Rallye d'Automne de La Rochelle
  - 1961 : Rallye Safari (victoire de classe A up to 850 cm3 avec S.Pritchard/J.K.W.Hickman)[3]
  - 1962 : Rallye de Grasse Fleurs et Parfums (Rallye Grasse-Alpin)
  - 1963, 1964, 1965, 1966, 1967, 1968, 1969 et 1971 : Campeonato Argentino de Turismo Nacional de classe B, avec Gastón Perkins (3)[4], Carlos Ruesch, Danilo Bonamicci, Ángel Monguzzi, Emilio Parisi et Eduardo Giordano[5]
- Records du monde (à Interlagos, le 26 octobre 1964 avec une dizaine de pilotes brésiliens, dont Fittipaldi Jr.)[6] :
  - des 25 000 kilomètres, à 95,643 km/h de moyenne horaire;
  - des 25 000 miles (soit 40 233 km), à 96,657 km/h;
  - des 50 000 kilomètres, à 97,156 km/h.

#### R8 Gordini

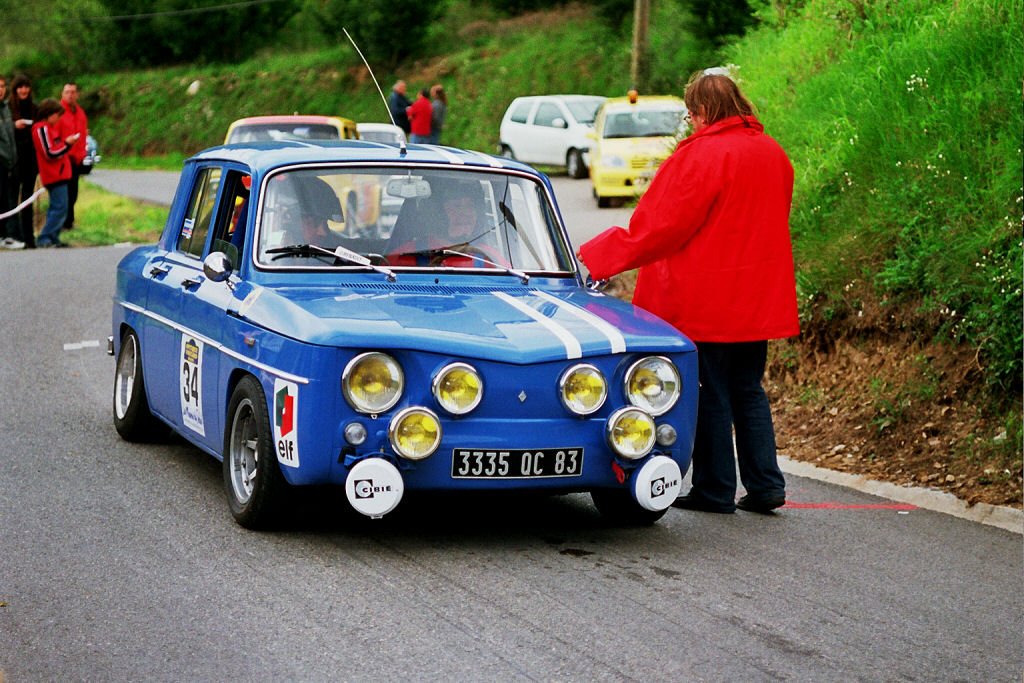
R8 Gordini.

Gordini se consacre ensuite à la R8 Gordini avec son moteur de 1 108 cm3 (1964), puis de 1 255 cm3 (1966 - 1970) qui marque son apogée et qui symbolise toute une génération de pilotes Français.
En 1966 est créée la Coupe R8 Gordini, une des plus célèbres formules de promotion et école de pilotage d'où sortiront Bernard Darniche, Jean-Pierre Jabouille, René Metge, Jean-Pierre Jarier, Jean-Luc Thérier ou Jean Ragnotti.
- 1964-1965 : Renault 8 Gordini 1100 : 4 cylindres de 1 108 cm3 développant 70 kW (95 ch)
- 1966-1970 : Renault 8 Gordini 1300  : 4 cylindres de 1 255 cm3 développant 81 kW (110 ch)
- Victoires notables:
  - 1964, 1965, 1966 : Tour de Corse
  - 1965 : Rallye de Norvège[1]
  - 1965 : Rallye Lyon Charbonnières
  - 1965 : Critérium national des aspirants[7]
  - 1965 : en catégorie tourisme, au Tour de Sardaigne
  - 1965 : en catégorie tourisme, au Rallye du Printemps[7]
  - 1965 : 1er à l'indice tourisme de série, au Rallye de Lorraine[7]
  - 1966 : Rallye de Printemps
  - 1966 : Rallye de Sardaigne
  - 1966 : Tour de Madère[8]
  - 1966 :  1er du groupe 2, au Rallye Jeanne d'Arc[9]
  - 1966 : Coupe des dames, au Rallye des Fleurs
  - 1966 : Coupe du roi (moteurs de 1 147 cm3), aux 24 Heures de Spa
  - 1967 : Challenge Charles Faroux (au Monte-Carlo)
  - 1967 : Rallye du Portugal
  - 1967 : Rallye Munich-Vienne-Budapest (Rallye des Trois Cîtés) (J-F.Piot)
  - 1967 : Rallye Jeanne d'Arc[9]
  - 1967 : 12 Heures de Huy (Belgique, Jean-Marie Jacquemin)
  - 1967 : 1er du groupe 2 (1 300 cm3), au Rallye des Fleurs/San Remo
  - 1967 : 1er du groupe 2, au Rally Magyar (rallye des trois villes Munich-Vienne-Budapest)[7]
  - 1967 : 1er du groupe 2, au Rallye-Pétrole d'Istres
  - 1967 : Coupe des Dames au rallye Monte-Carlo
  - 1968 : Rallye des Açores (championnat portugais)
  - 1968 : Rallye du Maroc
  - 1968 : Circuit d'Agadir, en Groupes 3, 4 et 6
  - 1968 : Championnat d'Espagne de Rallyes, en catégorie Touring (Alberto Ruiz Gimenez)
  - 1968 : Championnat de Bulgarie des rallyes (avec Ilia Tchoubrikov)
  - 1968 : Championnat de Grèce des rallyes (avec G. Kritikos)
  - 1968 : Championnat d'Autriche des rallyes (avec W. Roser)
  - 1968 : Championnat de Finlande des circuits sur glace (avec M. Nyberg)
  - 1968 : Championnat d'Afrique du Sud des circuits pour voitures de tourisme (avec S. Porter)
  - 1968 : Championnat de France des Circuits (avec Guy Fréquelin)[10]
  - 1968 : Mitropa Cup automobile (avec les autrichiens Tusch et Sommerhuber)
  - 1968 : Rallye International Mistral, avec Cayol et "Goudurix"
  - 1968 : Rallye Lyon-Charbonnières 1er du groupe 1 sur R8 Gordini 1 300 cm3[9]
  - 1968 : Critérium des Cévennes 1er du groupe 1 sur R8 Gordini 1 300 cm3[9]
  - 1968 : Rallye Monte-Carlo 1er du groupe 1 sur R8 Gordini 1 300 cm3[9]
  - 1968 : championnat de France de Rallyes en groupe 1 (catégorie tourisme - actuel groupe N ; 4e au général) (avec Jean-Luc Thérier)[11]
  - 1968 : Rallye de Pologne[1]
  - 1968 : BP Rally du Queensland australien
  - 1968 : Total Rally australien
  - 1968 : Total Rally d'Afrique deu Sud
  - 1968 : Boucles de Spa en Belgique
  - 1968 : 12 Heures d'Ixelles en Belgique
  - 1968 : Foire Internationale de Salonique en Grèce
  - 1968 : Circuit de Karkyra en Grèce
  - 1968 : Tour de Bulgarie
  - 1968 : Rallye Plodiv en Bulgarie
  - 1968 : Rallye Lovetch en Bulgarie
  - 1968 : Rallye d'Helsinki en Finlande
  - 1968 : Rallye de Salpausselkâ en Finlande
  - 1968 : Rallye de Tampere en Finlande
  - 1968 : Rallye de Hakkahoekiitta en Finlande
  - 1968 : Rallye de Joensuu en Finlande
  - 1968 : Circuit sur glace de Jyväskylä en Finlande
  - 1968 : Rallye Fallas-Valencia en Espagne
  - 1968 : Circuit de Jarama en Espagne, en Groupe 1
  - 1968 : Gran Pemio de La Coruña en Espagne, en Groupe 1
  - 1968 : Autocross International de Großhöflein en Autriche
  - 1969 : championnat de Pologne de Rallyes (Ryszard Nowicki)
  - 1969 : Rallye Côte d'Ivoire Bandama
  - 1969 : Rallye de Yougoslavie
  - 1969 : Rallye de Printemps
  - 1969 : 1er du groupe 1 (catégorie tourisme), au Rallye Monte-Carlo[9]
  - 1969 : 1er du groupe 1, au Rallye Neige et Glace[9]
  - 1969 : 1er du groupe 1, au Rallye de Lorraine[9]
  - 1969 : 1er du groupe 1, à la Ronde Cévenole[9]
  - 1969 : 1er en moins de 1 300 cm3, à la course de côte du Mont-Ventoux
  - 1969, 1970 et 1971 : championnat de Hongrie de Rallyes, en classe 1300 cm³ (Attila Ferjáncz)
  - 1970 : championnat d'Australie de Rallyes (Robert Watson)
  - 1970 : Canadian Winter Rally (Haydn Gozzard)
  - 1971 : British Colombia Centennial Rally (Haydn Gozzard)
  - 1972 : Rallye de Moselle[1]
- Palmarès de la Coupe R8 Gordini :

(1966 : 1re épreuve de la coupe R8 Gordini (circuit de Pau, type R1134))
- - 1966 : Robert « Jimmy » Mieusset
  - 1967 : François Lacarreau
  - 1968 : Roland Trollé
  - 1969 : Bernard Lagier
  - 1970 : Bernard Mangé

(27 septembre 1970: dernière course, sur le circuit du Mans)

#### Alpine Gordini

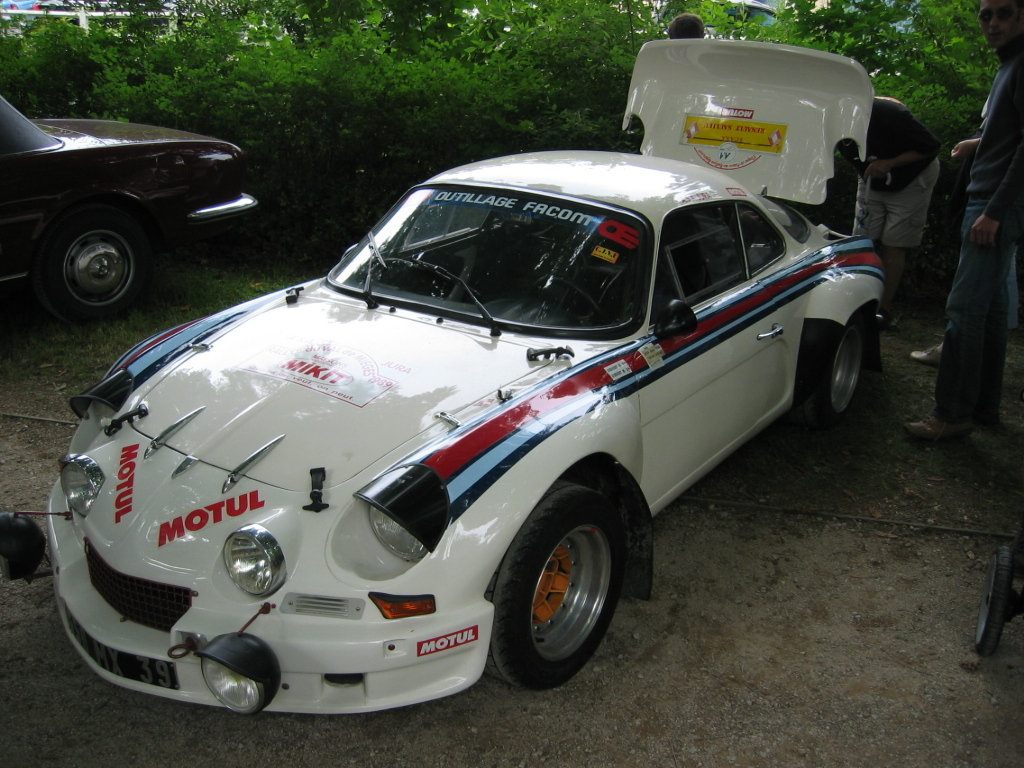
Renault Alpine A110.

Élaboration des moteurs 4 cylindres et V8 de 1 000 à 3 000 cm3 des Alpine Renault et création de l'usine Renault-Gordini de Viry-Châtillon d'où sortent les moteurs de Formule 1 de la marque jusqu'à ce jour.

### Rachat de Gordini par Renault
En 1969 Renault rachète la marque Gordini dont le nom est conservé jusqu'en 1981. Le 1er janvier 1976, René Vuaillat devient directeur de Gordini . En 1977 le nom de Gordini est associé à la Renault 17 Gordini de 92 kW (125 ch). À noter qu'au Royaume-Uni la Renault 5 Alpine s'appelle R5 Gordini. C'est la dernière Renault Gordini avant la réapparition de la griffe 25 ans plus tard.
En 1979 Amédée Gordini disparaît à l’âge de 80 ans, un an après avoir assisté au triomphe d'une Renault-Alpine au 24 Heures du Mans dont le V6 Turbo portait la griffe Renault Gordini. Il repose au cimetière de Montmartre. La place Amédée-Gordini est baptisée en son honneur dans le 15e arrondissement de Paris

#### R12 Gordini

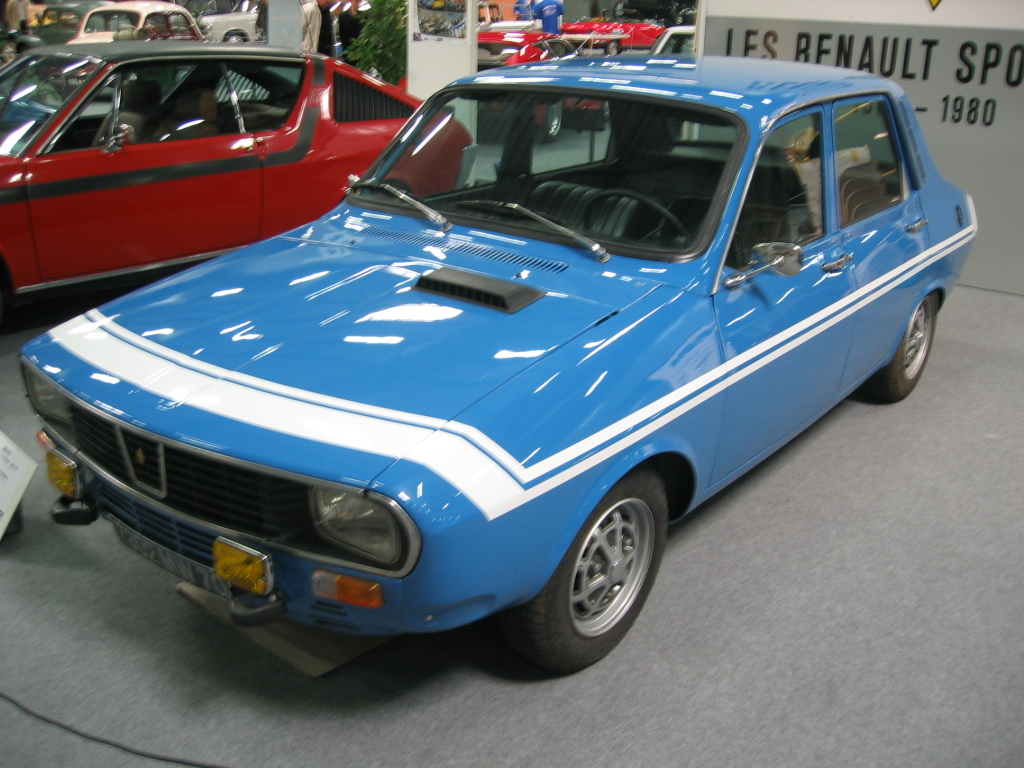
Renault 12 Gordini.

- 1970-1974 : Renault 12 Gordini : 4 cylindres de 1 565 cm3 développant 92 kW (125 ch).
- Victoires notables :
  - 1970 : Rallye du Liban (Gerard Asfar-Amin Hamoud)
  - 1971 (14 mars) : Rallye de Haute Marne (G.Fréquelin-Marcoup)
  - 1971 : Raid Transafricain le Cap-Alger (frères Marreau)
  - 1972 (janvier) : Tour de La Réunion (J-P.Nicolas-Todt)
  - 1972 (janvier) : Rallye Infernal (J-P.Nicolas-Cheinisse)
  - 1972 et 1973 : championnat de rallyes de Hongrie, classe 1300 cm³ (Attila Ferjancz)
  - 1973 : Safari calédonien (Decaquerry et Coursin)
  - 1973 : championnat de rallyes de Roumanie (Eugen lonescu-Cristea Ionescu)
  - 1973 : championnat de rallyes de Turquie (Aytaç Kot et Ercan Ayan)
  - 1973 : championnat de rallyes des Pays de l’Est (Palikovic (Yougoslavie), Ilia Tchoubrikov (Bulgarie), et Toplobolski)
  - 1973 : Rallye "Russian Winter" (Ilia Tchoubrikov)
  - 1973 : Criterium Neige et Glace[1] (J-P.Nicolas-Roure)
  - 1974 : championnat de rallyes de Pologne (Błażej Krupa)
  - 1974 : Rallye de Bulgarie (ch. d'Europe) (Attila Ferjancz)
  - 1974 : Rallye d'Ankara (Aytak Kot et Ersoy)
  - 1974 : Safari de Calédonie (A. Decaqueray)
  - 1975 : Rallye de Turquie (Aytaç Kot)
  - 1978 et 1979 : rallye de Dieppe (Cavalier-Cotel)
- Palmarès de la Coupe R12 Gordini :
  - 1971 : Marc Sourd
  - 1972 : René Metge (vainqueur au Paul Ricard (séries B et D), à Magny-Cours, à Albi, et à Nogaro)[13]
  - 1973 : Jean-Pierre Gabreau
  - 1974 : Gérard Delplanque
- Record :
  - 1971 : trajet Le Cap-Alger par les frères Marreau en moins de 9 jours (record toujours d'actualité)

#### R17 Gordini

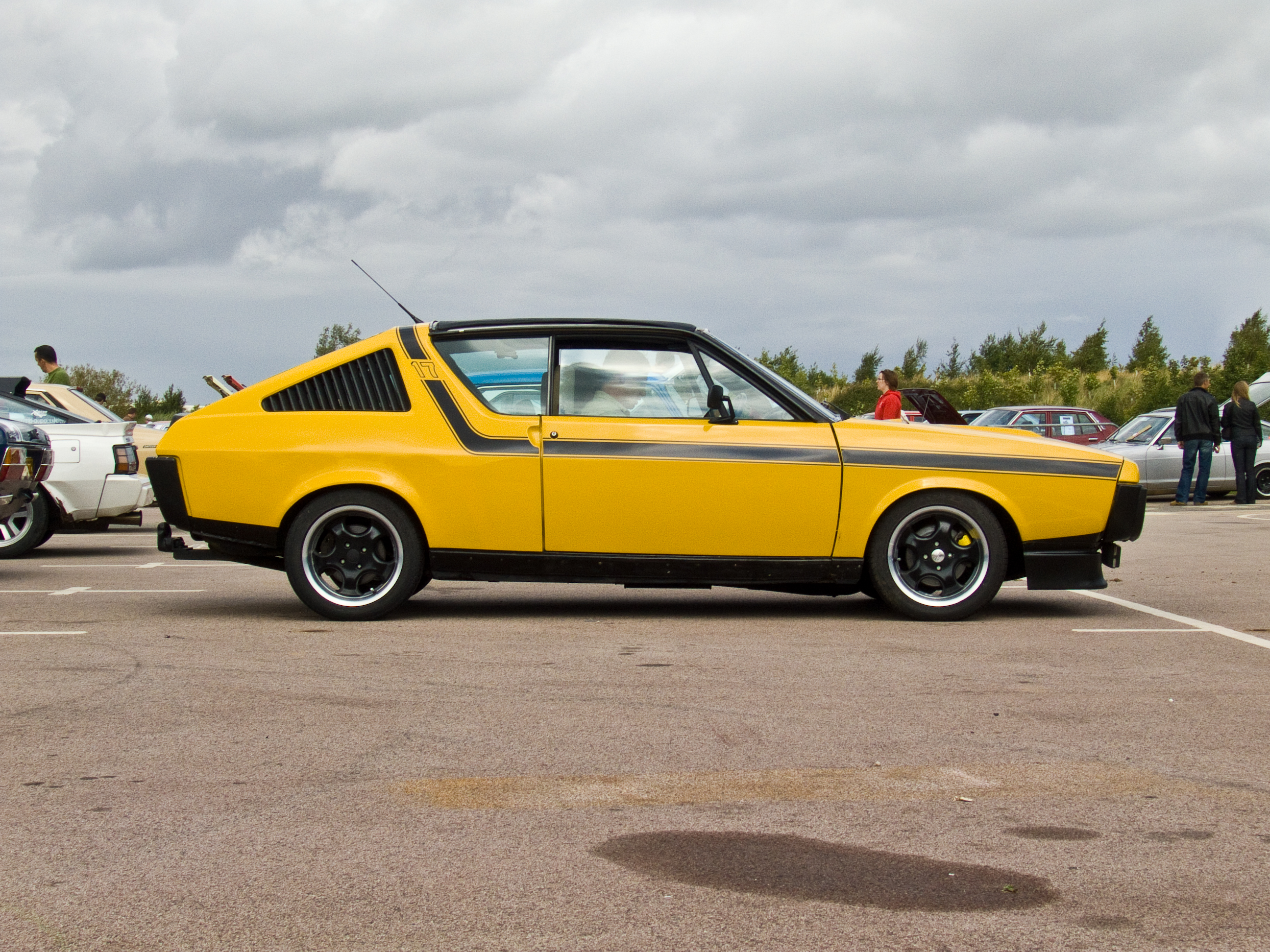
Renault 17 Gordini.

En 1974, Renault rebaptise sa R17 TS en Renault 17 Gordini sans modification mécanique. La R17 TS est motorisée par un moteur dérivé de la R16TS auquel a été ajoutée une injection électronique Bosch D Jetronic.
- Victoires notables:
  - Rallye Press on Regardless 1974, comptant cette année-là pour le Championnat du monde des rallyes 1974 (avec Jean-Luc Thérier et le copilote belge Christian Delferrier, seul Français vainqueur de cette épreuve américaine; Jean-Pierre Nicolas finit 3e au général de l'épreuve, sur un véhicule identique).
  - Championnat de Belgique des rallyes 1974, avec Willy Plas et Chavan B
  - 12 Heures du Ixelles 1974, avec Willy Plas et Chavan B
  - Rallye de Wartburg 1974 (Allemagne de l'Est), avec Blazej Krupa et Piotr Mystkowski (Pologne)
  - Rallye Rússia Winter 1974, avec Blazej Krupa et Piotr Mystkowski (Pologne)
  - Rallye Condroz 1975, avec Willy Plas et Chavan B
  - Rallye Première Terre 1975, avec Jean-Pierre Nicolas[15]
  - Rallye du Danube 1976 (avec les Bulgares Ilia Tchoubrikov et Pencho Tzerowski)[16]
  - Championnat de Hongrie des rallyes 1976 (avec les Hongrois Attila Ferjáncz et Ferenc Iriczfalvy)
  - Argentia 1976 (Canada, avec Léon Alain)[17]
  - Rallye des Monts Taurus 1977 (avec les Hongrois Attila Ferjáncz et  János Tandari)
  - 12 Heures de Dinant 1977, avec Willy Plas
  - Rallye du Liban 1980 (avec Albert Bassoul, copilote Gerard Saunal)
- Autre accessit :
  - 2e du rallye du Maroc 1974, avec Jean-Luc Thérier ;
  - 5e du rallye Monte Carlo 1975 (2e voitures de tourisme-groupe 2) avec Jean François Piot & Jean De Alexandris (version 1800 cm3)[18].

### La Renault 5 Gordini
La Renault 5 Alpine apparaît au Salon de Paris en mars 1976 aux côtés d'une version TS cabriolet hors série. La 5 Alpine a été dessinée chez Alpine par Yves Legal. Son moteur Cléon-Fonte de 1 397 cm3 possède une culasse hémisphérique héritée des R8 Gordini. Au Royaume-Uni la Renault 5 Alpine s'appelle R5 Gordini car le nom Alpine était propriété de Chrysler sur ce marché et utilisé pour le Simca-Chrysler 1307 / 1308 / 1309. Elle sera disponible jusqu'en 1981.
La version Groupe 2, évolution adaptée au rallye automobile, se classe honorablement à plusieurs reprises lors d'épreuves comme le Tour de Corse. La voiture est également engagée en rallycross.

## 2010: Renault relance la griffe «Gordini»

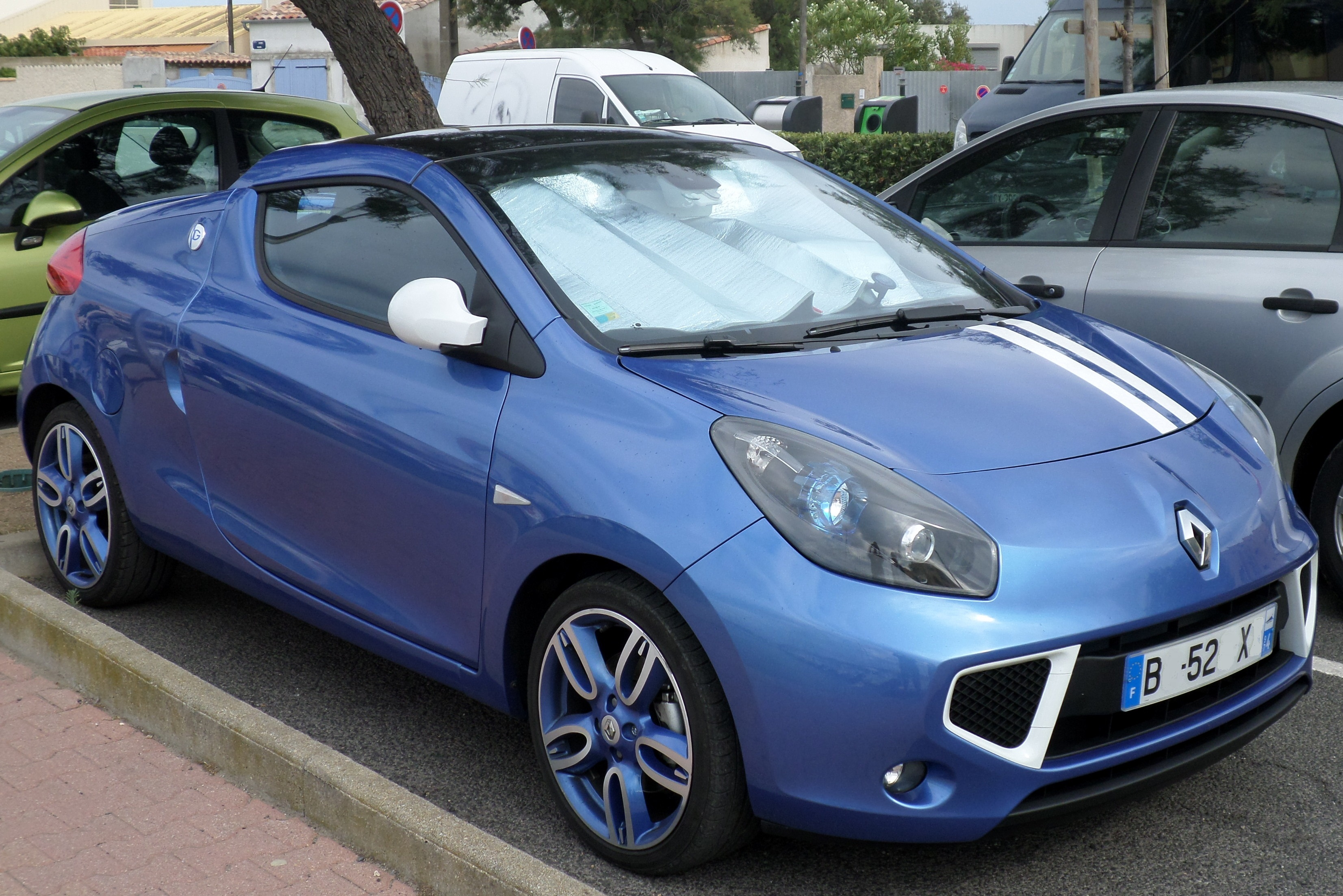
Renault Wind Gordini.

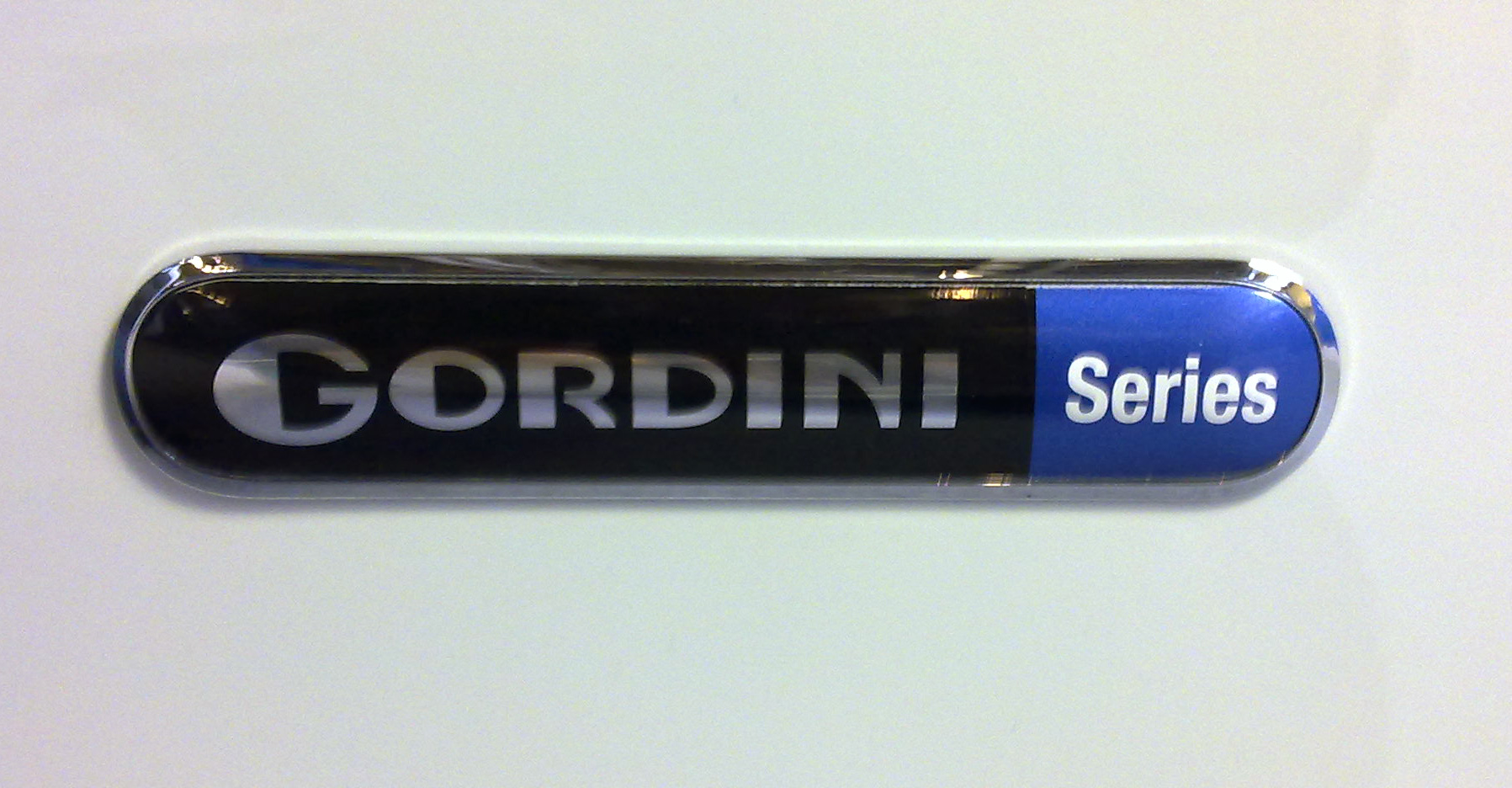
Logo Gordini sur peinture nacrée blanche.

Annoncées en 2009 et présentées pour 2010, de nouvelles versions « Gordini » renforcent l'offre de Renault sur le segment des sportives compactes. La griffe Gordini est apposée uniquement sur des créations de Renault Sport Technologies pour conserver l'image sportive de Gordini.
Le traitement caractéristique des Gordini est constitué d'une peinture bleue Malte métallisée (et non plus le traditionnel bleu de France comme l'étaient les R8 et R12 Gordini !) avec deux bandes blanches longitudinales sur les capots, des jantes spécifiques, de nombreux éléments peints en blanc et d'un intérieur exclusif avec des accessoires peints aux mêmes couleurs qu'à l'extérieur.
Les nouvelles Twingo RS et Clio RS sont concernées ainsi que le coupé-cabriolet Wind et le coupé Mégane RS. Ces deux derniers reçoivent également un moteur plus puissant.
Le 8 novembre 2012, Carlos Tavares indique que Gordini ne sera plus qu'une simple finition, mais remplacera les modèles RS Cup : la Renault Clio III RS Cup sera remplacé par la Renault Clio IV Gordini.

### Twingo Gordini RS

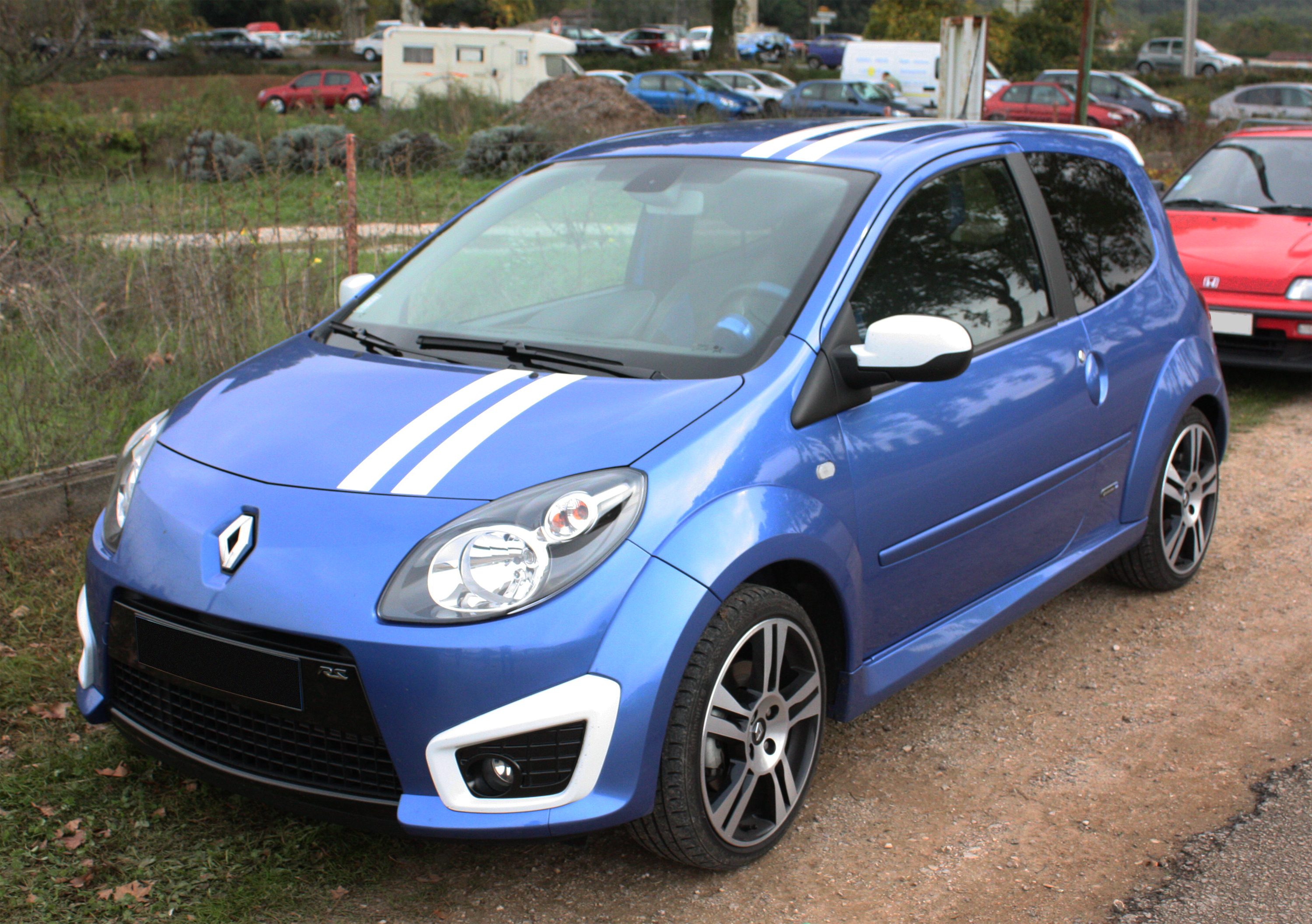
Renault Twingo Gordini.

Présentée pour la première fois le 24 novembre 2009, la Twingo Gordini RS est la première Renault contemporaine siglée « Gordini ». Elle se couvre d’un bleu Malte métallisé verni aux reflets lumineux et des deux légendaires bandes blanches longitudinales.
À l’intérieur, l’esprit Gordini est présent avec :
- sièges Renault Sport au maintien renforcé avec une sellerie en cuir matelassée noir et bleu siglée « Gordini » ;
- médaillons en cuir bleu dans les panneaux de portes ;
- volant en cuir noir et bleu qui reçoit les deux bandes blanches pour visualiser le repère « point 0 » ;
- levier de vitesses avec soufflet bleu et pommeau siglé « Gordini » ;
- compte-tours bleu à cerclage blanc ;
- casquette de planche de bord gaînée avec une surpiqure spécifique.

Cette version garde l’ensemble des prestations développées par Renault Sport pour la Twingo RS dont un châssis Sport qui reçoit des jantes 43 cm (17 pouces) et un moteur essence 1,6 l de 98 kW (133 ch).

### Clio Gordini
Disponible à partir de juin 2010, cette version inaugure une teinte bleue Malte métallisée ornée de deux bandes blanches longitudinales.
La présentation intérieure est modifiée : volant orné de deux bandes bleues, levier de vitesse gordini, sièges en cuir avec couleurs spécifiques. Le moteur est lui inchangé, contrairement aux modèles historiques préparés par Gordini.